# 德巴尔市镇

德巴尔市镇在北马其顿的位置

德巴尔市镇，为北马其顿的一个市镇，行政中心为德巴爾，属于西南统计区，总面积145.67平方公里，总人口19,542。
该市镇西临阿尔巴尼亚，北邻馬夫羅沃和羅斯圖沙市鎮，东南邻基切沃市鎮，南邻中茹帕市镇。